# Военна медицина
Военна медицина e военно-медицинската специалност, която се състои от изучаването на военни науки, включително военно-политическа история, военна тактика, военна техника и други, и военно-полева медицина  и особено хирургия, която се прилага на практика при военни действия, в някои случаи е разглеждана като клон на трудовата медицина, за онези, които искат да се уволнят от армията,  и които са обезпокоени от медицинските рискове и допълнителни медицински нужди (както превентивни, така и интервационни), които се отнасят до групите на редниците, сержантите, полеми войски (войници), при моряците и други служещи в армията.
Както в миналото, така и в настоящето и вероятно и в бъдещето (като перспективи за военната медицина) това е превенцията на инфекциозни заболявания, особено тропически болести, и такива с произход Африка и Азия, сред военнослужещите и населението. 
Други клонове на военната медицина са военновъздушната или авиационна медицина, но основна се отнася до медицинска работа на военното поле – като хирургична намеса (ако е необходимо при повече пациенти и с планиране) и практикуване на военно-полева хирургическа медицина, също така това включва и медицинската и военна администрация, но най-вече йерархия, особено тази на военните рангове или чинове, както и военно-медицинските рангове като General Surgeon, също така необходимото администриране и здравеопазване на военния състав дори и в мирно време, както и медицинските научни изследвания в областта на военната и военно-полевата медицина.